# René-Edouard-Joseph Bonnet de la Tour
René-Edouard-Joseph Bonnet de la Tour, francoski general, * 1887, † 1976.